# Jonathan Augustin-Fairell
Jonathan Augustin-Fairell (Miami, Florida; 22 de junio de 1993) es un jugador de baloncesto estadounidense con nacionalidad de Bahamas que actualmente pertenece al Denain Voltaire Basket de la Pro B, la segunda categoría del baloncesto francés. Mide 1,98 metros de altura, y juega en la posición de ala-pívot.

## Trayectoria deportiva
Es un jugador formado a caballo entre Indian Race y Murray State Racers y tras no ser drafteado en 2015, debutaría como profesional en Austria en las filas del BC Hallmann Vienna, para después llegar al baloncesto francés donde jugaría varias temporadas entre la PRO A y la PRO B. 
Entre ellos, formaría parte del SPO Rouen Basket, ADA Blois Basket, JDA Dijon Basket y Cholet Basket.
En la temporada 2018-19, tras empezar la temporada en PROA con el Cholet Basket, tras jugar 7 partidos el jugador es cortado y se marcha al Denain ASC Voltaire de PRO B.
Durante la temporada 2019-20 jugó en las filas del Phoenix Brussels y más tarde, firmaría por el club argentino del Club Atlético Obras Sanitarias.
En 2020 firmó por el FC Porto de la LPB, la primera categoría del baloncesto portugués.